# Cenotafio de Montreal
El Cenotafio de Montreal o simplemente el Cenotafio (en francés: Cénotaphe) es un monumento público en la ciudad de Montreal, en la provincia de Quebec al este de Canadá. 
El Gobernador General de Canadá, Lord Byng de Vimy, dio a conocer el Cenotafio de Montreal, en la Place du Canada, parte de la plaza Dominion, en 1921. El monumento se inspiró en el Cenotafio de Londres en el Reino Unido (de 1920). 
En el sexto aniversario del armisticio de la Primera Guerra Mundial (11 de noviembre de 1924) una multitud se reunió en el monumento, como de costumbre. En punto de las once la multitud reunida cayó en completo silencio durante dos minutos.